# Menexenus batesii
Menexenus batesii är en insektsart som först beskrevs av Kirby 1896.  Menexenus batesii ingår i släktet Menexenus och familjen Phasmatidae. Inga underarter finns listade i Catalogue of Life.